# 通安镇 (会理市)
通安镇，是中华人民共和国四川省凉山彝族自治州会理市下辖的一个乡镇级行政单位。2019年12月，撤销竹箐乡，将其所属行政区域划归通安镇管辖。

## 行政区划
通安镇下辖以下地区：
街道社区、坝心村、通保村、长坡村、青山村、中武山村、新发村、花房村和官山村。